# REACH
Реєстра́ція, оці́нка, авториза́ція і обме́ження хімі́чних речови́н, скорочено РОАОХР (англ. Registration, Evaluation and Authorisation of Chemicals; REACH) — нормативно-правовий акт Європейського Союзу зі змінами, внесеними 16 грудня 2008 року Регламентом (ЄС) № 1272/2008, який стосується виробництва та використання хімічних речовин, а також їх потенційного впливу на здоров’я людини та навколишнє середовище. На створення його 849 сторінок знадобилося сім років. Він є найскладнішим нормативно-правовим актом Європейського Союзу і найважливіший за останні 20 років. Він є найсуворішим на сьогоднішній день нормативно-правовим актом, що регулює хімічні речовини, також він вплинув на промисловість у всьому світі. REACH набув чинности 1 червня 2007 року з поетапним впровадженням протягом 2010-х. Цей регламент також заснував Європейське агентство хімічних речовин, яке керує технічними, науковими та адміністративними аспектами REACH.

## Загальна інформація
Коли REACH набуде чинності, всі компанії, які виробляють або імпортують хімічні речовини до Європейського Союзу в кількості однієї тонни або більше на рік, повинні будуть зареєструвати ці речовини в новому Європейському хімічному агентстві (ECHA) в Телаккакату (Гельсінкі), Фінляндія. Оскільки REACH поширюється на деякі речовини, що містяться в предметах (статтях у термінології REACH), під його дію може потрапити будь-яка компанія, що імпортує товари в Європу.
Європейське хімічне агентство встановило три основні терміни для реєстрації хімічних речовин. Загалом вони визначаються тоннажем вироблених або імпортованих хімікатів: 1000 тонн на рік мають бути зареєстровані до 1 грудня 2010 року, 100 тонн на рік — до 1 червня 2013 року і 1 тонна на рік — до 1 червня 2018 року. Крім того, хімікати, що викликають особливе занепокоєння або є більш токсичними, також мають бути зареєстровані до 2010 року.
Близько 143 000 хімічних речовин, що продаються в Європейському Союзі, були попередньо зареєстровані до 1 грудня 2008 року. Хоча попередня реєстрація не була обов'язковою, вона надає потенційним заявникам набагато більше часу до того, як вони повинні будуть пройти повну реєстрацію. Постачання на європейський ринок речовин, які не пройшли попередню реєстрацію, є незаконним (в REACH це називається «немає даних — немає ринку»).
REACH також стосується продовження використання хімічних речовин, що викликають особливе занепокоєння (SVHC), через їхній потенційний негативний вплив на здоров'я людини або навколишнє середовище. З 1 червня 2011 року Європейське хімічне агентство має бути повідомлене про наявність ОВНС у виробах, якщо загальна кількість таких речовин перевищує одну тонну на рік, а вміст SVHC становить понад 0,1% від маси об'єкта. Деякі види використання SVHC можуть потребувати попереднього дозволу Європейського хімічного агентства, і заявники на отримання дозволу повинні будуть включити плани заміни використання SVHC безпечнішою альтернативою (або, якщо безпечнішої альтернативи не існує, заявник повинен докласти зусиль для її пошуку) - так звана заміна. Станом на 23 липня 2021 року у списку кандидатів на отримання дозволу було 219 SVHC.
REACH поширюється на всі хімічні речовини, імпортовані або вироблені в ЄС. Європейське хімічне агентство керує технічними, науковими та адміністративними аспектами системи REACH.
Щоб дещо спростити реєстрацію 143 000 речовин і максимально обмежити тестування на хребетних тваринах, створюються форуми для обміну інформацією про речовини (SIEF) серед юридичних осіб (таких як виробники, імпортери та власники даних), які мають справу з тією самою речовиною. Це дозволяє їм об’єднати зусилля та фінанси для створення 1 реєстраційного досьє. Однак це створює низку нових проблем, оскільки SIEF — це співпраця між часом тисячами юридичних осіб, які раніше взагалі не знали одна одну, але раптом повинні:
- знайти один одного і почати відкрите та чесне спілкування;
- почати обмін даними;
- почати справедливий і прозорий розподіл витрат;
- демократично і повним консенсусом приймати найскладніші рішення.

щоб заповнити кілька тисяч досьє кінцевих точок за обмежений час.
Європейська комісія підтримує підприємства, на які поширюється дія регламенту REACH, безкоштовно роздаючи програмне забезпечення (IUCLID), яке спрощує збір, управління та подання даних про хімічні властивості та ефекти. Таке подання є обов'язковою частиною процесу авторизації. За певних обставин проведення оцінки хімічної безпеки (CSA) є обов'язковим, а звіт з хімічної безпеки (CSR), що гарантує безпечне використання речовини, має бути поданий разом з досьє. Подання досьє здійснюється за допомогою вебпрограми REACH-IT.
Метою REACH є покращення захисту здоров'я людей та довкілля шляхом ідентифікації внутрішніх властивостей хімічних речовин. У той же час, інноваційна спроможність та конкурентоспроможність хімічної промисловості Європейського Союзу має бути посилена.

## Передумови
У Білій книзі Європейської комісії (ЄК) 2001 року про «майбутню хімічну стратегію» запропоновано систему, яка вимагає, щоб хімічні речовини, вироблені у кількості понад 1 тонну, були «зареєстровані», ті, що виробляються у кількості понад 100 тонн, — «оцінені», а певні речовини, що викликають особливе занепокоєння (наприклад, канцерогенні, мутагенні та токсичні для репродуктивної функції — КТФ), — «дозволені».
У жовтні 2003 року Європейська Комісія ухвалила свою пропозицію щодо нової схеми управління виробництвом, імпортом та постачанням хімічних речовин в Європі. Ця пропозиція врешті-решт стала законом після того, як Європейський парламент офіційно затвердив остаточний текст REACH. Вона набула чинности 1 червня 2007 року.

## Вимоги
Одним із основних елементів регламенту REACH є вимога передавати інформацію про хімічні речовини вверх і вниз по ланцюгу постачання. Це гарантує, що виробники, імпортери, а також їхні клієнти обізнані з інформацією, що стосується здоров’я та безпеки продукції, що поставляється. Для багатьох роздрібних продавців обов’язок надати інформацію про речовини, що містяться у їхніх продуктах, протягом 45 днів після отримання запиту від споживача є особливо складним. Наявність детальної інформації про речовини, присутні в їхніх продуктах, дозволить роздрібним торговцям співпрацювати з виробничою базою, щоб замінити або видалити потенційно шкідливі речовини з продуктів. Список шкідливих речовин постійно зростає і вимагає від організацій постійного моніторингу будь-яких оголошень і доповнень до сфери REACH. Це можна зробити на вебсайті Європейського хімічного агентства.

### Реєстрація
Вимогою є збір, узагальнення та подання даних до Європейського хімічного агентства (ECHA) про небезпечні властивості всіх речовин (крім полімерів та неізольованих проміжних продуктів), що виробляються або імпортуються до ЄС у кількості понад 1 тонну на рік. Певні речовини, що викликають особливе занепокоєння, такі як канцерогенні, мутагенні та репродуктивно-токсичні речовини (CMR), потребуватимуть дозволу.
Хімічні речовини реєструються в три етапи відповідно до тоннажу оцінки речовини:
- Понад 1000 тонн на рік або речовин, що викликають найбільше занепокоєння, необхідно зареєструвати протягом перших 3 років;
- 100–1000 тонн на рік має бути зареєстровано в перші 6 років;
- У перші 11 років має бути зареєстровано 1–100 тонн на рік.

Крім того, промисловість повинна підготувати оцінку ризику та забезпечити заходи контролю для безпечного використання речовини для подальших користувачів.

### Оцінка
Оцінка дає змогу органам влади вимагати від реєстрантів і в дуже обмежених випадках від подальших користувачів надати додаткову інформацію.
Існує два типи оцінки: оцінка досьє та оцінка речовини.
Оцінка досьє проводиться органами влади для вивчення пропозицій щодо проведення випробувань, щоб уникнути непотрібних випробувань на тваринах і витрат, а також для перевірки відповідності реєстраційного досьє реєстраційним вимогам. Згідно зі щорічним звітом Європейського хімічного агентства за 2018 рік, хімічні компанії не надали «важливу інформацію з безпеки» майже у трьох чвертях (74% або 211 з 286) випадків, перевірених органами влади. «Цифри показують подібну картину до попередніх років», - йдеться у звіті. Промислова група Cefic визнала проблему.
Оцінка речовини проводиться відповідними органами, коли є підстави підозрювати, що речовина становить ризик для здоров’я людини або навколишнього середовища (наприклад, через її структурну подібність до іншої речовини). Таким чином, усі подані реєстраційні досьє на речовину досліджуються разом, а будь-яка інша доступна інформація береться до уваги.
Оцінка речовин проводиться за програмою, відомою як План дій спільноти (CoRAP). Незалежний огляд прогресу, проведений національними офіційними особами, опублікований наприкінці 2018 року, показав, що наразі пріоритетними для оцінки речовин є 352 речовини, 94 з яких вже завершено. Майже для половини з цих 94 речовин чиновники дійшли висновку, що існуюче комерційне використання речовини є небезпечним для здоров'я людини та/або довкілля. З моменту набуття чинності REACH управління ризиками було розпочато для дванадцяти речовин. Для 74% речовин (34 з 46) було продемонстровано занепокоєння, але жодних регуляторних заходів ще не було розпочато. Крім того, національні чиновники дійшли висновку, що для 64% речовин, які оцінюються (126 з 196), бракує інформації, необхідної для демонстрації безпечності хімічних речовин, що продаються на європейському ринку, через недостатність галузевих даних.

### Авторизація
REACH дозволяє продовжувати використовувати обмежені речовини, що викликають особливу стурбованість, за умови отримання дозволу.
Ця вимога щодо отримання дозволу має на меті забезпечити, щоб ризики, пов'язані з використанням таких речовин, були або належним чином контрольовані, або виправдані соціально-економічними причинами, з урахуванням наявної інформації про альтернативні речовини або процеси.
Регламент дозволяє запроваджувати обмеження щодо використання в Європейському Союзі, де це необхідно. Держави-члени або Комісія можуть підготувати такі пропозиції.
До березня 2019 року авторизацію було надано 185 разів, причому жодного прийнятного запиту не було відхилено. НУО скаржилися, що дозволи були надані, незважаючи на наявність безпечніших альтернатив. У березні 2019 року Європейський суд скасував дозвіл у регламенті, який критикували в Європейському хімічному агентстві за те, що воно не знайшло безпечнішої альтернативи.

### Обмін інформацією

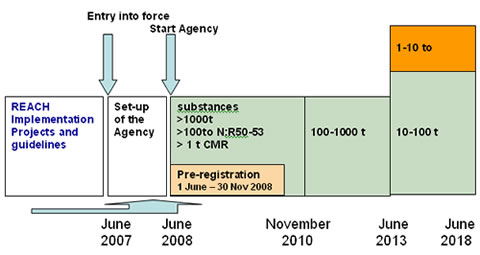
Ключові дані REACh.

Виробники та імпортери повинні розробити заходи щодо зменшення ризику для всіх відомих застосувань хімічної речовини, включаючи подальше використання. Наступні користувачі, такі як виробники пластикових труб, повинні надавати своїм постачальникам детальну інформацію про їх використання. У випадках, коли подальші користувачі вирішують не розголошувати цю інформацію, вони повинні мати власний CSR.

## Історія
REACH є результатом широкомасштабного перегляду хімічної політики Європейського Союзу. 17 листопада 2005 року він пройшов перше читання в Європейському парламенті, а 13 грудня 2005 року Рада міністрів досягла політичної згоди щодо спільної позиції. Європейський парламент схвалив REACH 13 грудня 2006 року, а Рада міністрів офіційно прийняла його 18 грудня 2006 року. Співвідношення витрат і прибутку завжди було важливою проблемою, орієнтовна вартість становила близько 5 євро мільярд на понад 11 років, а також передбачувані переваги для здоров’я завдяки економії мільярдів євро на охороні здоров’я. Проте були проведені різні дослідження щодо оцінки вартости, результати яких значно відрізнялися. Він був повністю імплементований до 2015 року.
Окремий регламент – Регламент CLP (для «Класифікації, маркування, пакування») – реалізує глобальну гармонізовану систему класифікації та маркування хімічних речовин (GHS) Організації Об’єднаних Націй і замінює попередню Директиву про небезпечні речовини та Директиву про небезпечні препарати.
У квітні 2018 року до регламенту REACH було внесено зміни, щоб включити спеціальні вимоги до інформації для наноматеріалів.
У Європейській зеленій угоді 2020 року було взято зобов’язання оновити регламент REACH, щоб заборонити від 7 000 до 12 000 токсичних речовин у всіх споживчих товарах, за винятком справді необхідних. Ціль була одним із пріоритетів Європейської комісії, але існує загроза радикального перегляду через лобіювання з боку хімічної промисловості та позиції Європейської народної партії.

## Обґрунтування
Цей регламент був запропонований з подвійної причини: захист здоров’я людини та захист довкілля.
Використання потенційно токсичних речовин (таких як фталати або бромовані антипірени) вважається небажаним, і REACH призвів до поступового припинення використання таких речовин. Використання потенційно токсичних речовин у продуктах, які не вживаються людиною (наприклад, електронні пристрої), може бути безпечним, але є кілька шляхів, якими хімікати можуть потрапити в організм людини та довкілля. Речовини можуть залишати частинки під час використання споживачем, наприклад, у повітрі, де їх можна вдихнути або проковтнути. Навіть якщо вони не можуть завдати прямої шкоди людям, вони можуть забруднювати повітря чи воду, а також можуть потрапляти в харчовий ланцюг через рослини, риб або інших тварин. Згідно з даними Європейської комісії, існує мало інформації про безпеку 99 відсотків із десятків тисяч хімічних речовин, випущених на ринок до 1981 року. У 1981 році, коли проводилося останнє дослідження, в ЄС використовувалося 100 106 хімікатів. З них лише 3000 були перевірені, а понад 800, як відомо, є канцерогенними, мутагенними або токсичними для репродукції. Вони перераховані в Додатку 1 Директиви про небезпечні речовини (нині Додаток VI Регламенту CLP).
Подальше використання багатьох токсичних хімічних речовин іноді є виправданим, оскільки «в дуже низьких кількостях вони не загрожують здоров’ю». Однак багато з цих речовин можуть біоакумулюватися в організмі людини, досягаючи таким чином небезпечних концентрацій. Вони також можуть вступати в хімічну реакцію один з одним, утворюючи нові речовини з новими ризиками.

## Поза Європейським Союзом
Ряд держав за межами Європейського Союзу почали впроваджувати правила REACH або знаходяться в процесі прийняття схожої нормативно-правової бази, щоб підійти до більш глобалізованої системи реєстрації хімічних речовин відповідно до глобально гармонізованої системи класифікації та маркування хімічних речовин (GHS). Такі балканські держави як Сербія та Чорногорія перебувають у процесі прийняття системи ЄС REACH під егідою програми ЄС IPA. 1 лютого 2009 року Швейцарія просунулася до імплементації REACH шляхом часткового перегляду Постанови Швейцарії про хімікати. Новий Регламент управління хімічними речовинами в Туреччині прокладає шлях до запланованого прийняття REACH. Китайська Народна Республіка перейшла до більш ефективної та узгодженої системи контролю над хімічними речовинами відповідно до GHS.
У Сполученому Королівстві уряд оголосив про «UK REACH», який Асоціація хімічної промисловості Сполученого Королівства охарактеризувала як «надзвичайно дороге копіювання» даних про безпеку ЄС. Нові правила мали набути чинности з жовтня 2021 року, але були відкладені до жовтня 2023 року, а потім до жовтня 2025 року. Після представлення галузі відповідальний міністр оголосив, що «тепер чиновники вивчатимуть “нову модель” для реєстрацій REACH у Сполученому Королівстві, яка буде спрямована на “зменшення потреби в копіюванні пакетів даних Reach ЄС”. У березні 2021 року група з понад 20 провідних британських організацій, включаючи CHEM Trust та Breast Cancer UK, “відхилила пропозиції галузі щодо впорядкування UK Reach як ”значне послаблення» передбачуваного режиму після Brexit».

## Суперечки
За десять років, що минули після набуття чинності REACH, прогрес був повільним. Згідно зі звітом Європейської комісії, зі 100 000 хімічних речовин, що використовуються сьогодні в Європі, «лише невелика частина була ретельно оцінена органами влади щодо їхніх властивостей і впливу на здоров'я та навколишнє середовище, і ще менша кількість фактично регулюється».
Окрім потенційних витрат для промисловості та складності нового закону, REACH також викликає занепокоєння через випробування на тваринах. Випробування на хребетних тваринах тепер є обов'язковими, але дозволені лише один раз на кожну нову речовину і якщо не можна використати відповідні альтернативи. Якщо компанія платить за такі випробування, вона повинна продати права на результати за «розумну» ціну, яка не визначена. Існують додаткові побоювання, що доступ до необхідної інформації може виявитися дуже дорогим для потенційних заявників, яким доведеться її купувати.
8 червня 2006 року пропозиція REACH була розкритикована державами, що не входять до ЄС, включаючи Сполучені Штати, Індію та Бразилію, які заявили, що законопроєкт перешкоджатиме світовій торгівлі.
Косметична компанія Lush критично поставилася до закону, коли його вперше запропонували в 2006 році, оскільки вважала, що воно збільшить тестування на тваринах. Косметична компанія написала своїм європейським клієнтам, а також провела маркетингову кампанію в магазинах, просячи надсилати листівки проти REACH, депутатам Європарламенту, у результаті чого 80 000 клієнтів Lush надіслали листівки. У грудні 2006 року Lush протестувала біля Європейського парламенту в Страсбурзі, викидаючи кінський гній біля будівлі.
У висновку в журналі Nature у 2009 році Томас Гартунґ і Констанца Ровіда оцінили, що 54 мільйони хребетних тварин будуть використані відповідно до REACH і що витрати становитимуть 9,5 мільярдів євро, порівняно з річним оборотом європейської промисловості в 507 мільярдів євро.  Хартунг є колишнім керівником Європейського центру валідації альтернативних методів (ECVAM).[джерело?] У прес-релізі ECHA розкритикувало припущення Хартунга та Ровіди; Альтернативні припущення ECHA зменшили кількість тварин у шість разів.
У 2009 році в журналі Nature Томас Гартунґ і Констанца Ровида підрахували, що 54 мільйони хребетних тварин будуть використовуватися в рамках REACH, а витрати становитимуть 9,5 мільярдів євро на тлі річного обороту європейської промисловості в 507 мільярдів євро. Гартунґ є колишнім керівником Європейського центру з валідації альтернативних методів (ECVAM). У пресрелізі ECHA розкритикував припущення, зроблені Гартунґом і Ровидою; альтернативні припущення ECHA зменшили кількість тварин у шість разів.

## Представницькі послуги
Єдиними представниками є організації, розташовані в ЄС, які повинні відповідати REACH (стаття 8) і застосовувати стандартні прозорі методи роботи. Єдиний представник бере на себе відповідальність і відповідальність за виконання зобов'язань імпортерів відповідно до REACH щодо речовин, які ввозяться в ЄС виробником, що не є ЄС.
Консультаційні компанії за межами ЄС пропонують послуги «єдиного представника», хоча згідно з REACH неможливо зареєструвати речовину, якщо ваша консультаційна компанія «єдиного представника» розташована не в ЄС, якщо тільки вона не укладена субпідрядником із реєстрантом у ЄС.
SIEF приніс нові виклики. У статті служби ділових новин Chemical Watch описано, що деякі «попередньо зареєстровані особи» можуть бути просто консультантами, які сподіваються на роботу («золотошукачі»), тоді як інші можуть мати на меті стягувати непомірні тарифи за дані, які вони можуть запропонувати («шакали»).

## Приклад інвентаризації хімічних речовин
Джерело:
- Регламент (ЄС) № 1907/2006 (REACH)
- AICS – австралійський перелік хімічних речовин
- DSL – канадський внутрішній перелік речовин
- NDSL – канадський перелік недомашніх речовин
- KECL (Корейський ECL) – корейський список існуючих хімічних речовин
- ENCS (MITI) – японські існуючі та нові хімічні речовини
- PICCS – філіппінський кадастр хімікатів і хімічних речовин
- TSCA – Закон США про контроль над токсичними речовинами[en]
- Giftliste 1 (Швейцарський список токсичних речовин, скасований у 2005 році)[31]

## Список авторизації
Європейське агентство хімічних речовин (ECHA) опублікувало Перелік дозволів REACH, прагнучи посилити контроль за використанням особливо небезпечних речовин (SVHC). Перелік є офіційною рекомендацією Європейського хімічного агентства Європейській Комісії. Список також регулярно оновлюється і розширюється. Наразі список кандидатів на отримання дозволу складається з 233 ОВНС (див. список ECHA за посиланням https://echa.europa.eu/candidate-list-table), деякі з них вже включені до Переліку дозволених речовин.
Щоб продавати або використовувати ці речовини, виробники, імпортери та роздрібні торговці в Європейському Союзі (ЄС) повинні подати заявку на отримання дозволу від ECHA. Заявник повинен подати звіт про хімічну безпеку щодо ризиків, пов'язаних з речовиною, а також аналіз можливих альтернативних речовин або технологій, включаючи поточні та майбутні дослідження та розробки.